# Боралдайський сільський округ (Жуалинський район)
Боралда́йський сільський округ (каз. Боралдай ауылдық округі, рос. Боралдайский сельский округ) — адміністративна одиниця у складі Жуалинського району Жамбильської області Казахстану. Адміністративний центр — село Кольтоган.
Населення — 2545 осіб (2021; 2691 у 2009, 2589 у 1999, 2941 у 1989).
Станом на 1989 рік існувала Луначарська сільська рада (села Алексієвка, Кенес, Луначарське). 1997 року до складу округу був включений ліквідований Талдибулацький сільський округ, однак 2001 року він був відокремлений як Кошкаратинський сільський округ.

## Склад
До складу округу входять такі населені пункти:
| Населений пункт            | Старі назви | Населення, осіб (1989) | Населення, осіб (1999) | Населення, осіб (2009) | Населення, осіб (2021) |
| -------------------------- | ----------- | ---------------------- | ---------------------- | ---------------------- | ---------------------- |
| Єртай, село                | Кенес       | 698                    | 681                    | 723                    | 764                    |
| імені Рисбека-батира, село | Луначарське | 547                    | 488                    | 473                    | 457                    |
| Кольтоган, село            | Алексієвка  | 1696                   | 1420                   | 1495                   | 1324                   |